# Эдвардс, Брайан (игрок в американский футбол)
Брайан Джей Эдвардс (англ. Bryan J. Edwards, 13 ноября 1998, Конуэй, Южная Каролина) — профессиональный американский футболист, уайд ресивер клуба НФЛ «Лас-Вегас Рэйдерс». На студенческом уровне выступал за команду университета Южной Каролины, на драфте НФЛ 2020 года был выбран в третьем раунде.

## Биография
Брайан Эдвардс родился 13 ноября 1998 года в Конуэе в Южной Каролине. В 2015 году там же он окончил старшую школу. За время выступлений в составе её футбольной команды он набрал на приёме 2 562 ярда и сделал 32 тачдауна. В выпускной год Эдвардс входил в число лучших принимающих штата, был в числе финалистов награды «Мистер Футбол». Сайты 247Sports и ESPN поставили его на третье место в рейтинге лучших игроков Южной Каролины.

### Любительская карьера
В январе 2016 года Эдвардс поступил в университет Южной Каролины. В том же году он дебютировал в турнире NCAA и стал одним из лучших новичков сезона. С 590 ярдами на приёме в двенадцати матчах он стал третьим среди ресиверов команды и восьмым в дивизионе FBS. В 2017 году Эдвардс провёл тринадцать матчей, возглавив команду по количеству приёмов мяча, набранных ярдов и тачдаунов. По итогам сезона его признали самым ценным игроком нападения «Южной Каролины».
В 2018 году он сыграл тринадцать матчей, набрав 846 ярдов с семью тачдаунами. Тренерский штаб команды задействовал его на возвратах пантов, где Эдвардс набирал 7,9 ярда в среднем за попытку. По итогам сезона он вошёл в число десяти лучших ресиверов конференции SEC по среднему количеству приёмов и набранных ярдов за игру. В 2019 году он провёл десять матчей, был одним из капитанов команды. Две игры он пропустил из-за травмы колена. По итогам турнира Эдвардс стал обладателем ряда командных наград, получил приглашение на Сениор Боул, матч всех звёзд выпускников колледжей.
В декабре 2019 года Эдвардс окончил университет по специальности «менеджмент в спорте». В составе его футбольной команды он провёл четыре сезона, установил рекорды по количеству игр подряд с как минимум одним приёмом, общему числу приёмов и набранных ярдов. По числу сделанных тачдаунов он стал третьим в истории университета, уступив только Алшону Джеффери и Сидни Райсу.

#### Статистика выступлений в NCAA
| Сезон | Команда                | Игры | Приём | Приём | Приём | Приём | Вынос | Вынос | Вынос | Вынос |
| Сезон | Команда                | Игры | Rec   | Yds   | Y/A   | TD    | Att   | Yds   | Y/A   | TD    |
| ----- | ---------------------- | ---- | ----- | ----- | ----- | ----- | ----- | ----- | ----- | ----- |
| 2016  | Саут Каролина Геймкокс | 12   | 44    | 590   | 13,4  | 5     | 0     | 0     | 0,0   | 0     |
| 2017  | Саут Каролина Геймкокс | 13   | 64    | 793   | 12,4  | 5     | 4     | 19    | 4,8   | 0     |
| 2018  | Саут Каролина Геймкокс | 13   | 55    | 846   | 15,4  | 7     | 0     | 0     | 0,0   | 0     |
| 2019  | Саут Каролина Геймкокс | 10   | 71    | 816   | 11,5  | 6     | 2     | 22    | 11,0  | 0     |
| Всего | Всего                  | 48   | 234   | 3 045 | 13,0  | 22    | 6     | 41    | 6,8   | 0     |

### Профессиональная карьера
Перед драфтом НФЛ 2020 года обозреватель сайта CBS Sports Дэйв Ричард главными достоинствами игрока называл его физические данные, умение вести силовую борьбу и набирать ярды после контакта с защитниками, навыки работы с мячом, опыт игры на различных позициях и маршрутах. Проблемами он указывал невысокую скорость принимающего и историю его травм: во время выступлений в колледже Эдвардс получил разрыв мениска, перенёс артроскопическую операцию на колене и сломал ногу в начале 2020 года. 
На драфте Эдвардс был выбран «Рэйдерс» в третьем раунде. В июле он подписал с клубом четырёхлетний контракт на общую сумму 4,7 млн долларов. Место в составе команды он получил после травмы ветерана Тайрелла Уильямса. В первых трёх играх регулярного чемпионата Эдвардс набрал на приёме 99 ярдов. Следующие четыре недели он пропустил из-за травмы ноги, вернувшись на поле в матче девятой игровой недели. Всего он принял участие в двенадцати матчах, сделав одиннадцать приёмов с одним тачдауном. 

#### Статистика выступлений в НФЛ

##### Регулярный чемпионат
| Сезон | Команда           | Игры | Приём | Приём | Приём | Приём | Вынос | Вынос | Вынос | Вынос |
| Сезон | Команда           | Игры | Rec   | Yds   | Y/A   | TD    | Att   | Yds   | Y/A   | TD    |
| ----- | ----------------- | ---- | ----- | ----- | ----- | ----- | ----- | ----- | ----- | ----- |
| 2020  | Лас-Вегас Рэйдерс | 12   | 11    | 193   | 17,5  | 1     | 0     | 0     | 0,0   | 0     |
| Всего | Всего             | 12   | 11    | 193   | 17,5  | 1     | 0     | 0     | 0,0   | 0     |